# Liste der Bodendenkmäler in Hamminkeln
Die Liste der Bodendenkmäler in Hamminkeln enthält die denkmalgeschützten unterirdischen baulichen Anlagen, Reste oberirdischer baulicher Anlagen, Zeugnisse tierischen und pflanzlichen Lebens und paläontologischen Reste auf dem Gebiet der Stadt Hamminkeln im Kreis Wesel in Nordrhein-Westfalen (Stand: Oktober 2020). Diese Bodendenkmäler sind in Teil B der Denkmalliste der Stadt Hamminkeln eingetragen; Grundlage für die Aufnahme ist das Denkmalschutzgesetz Nordrhein-Westfalen (DSchG NRW).
| Bild | Bezeichnung                                                        | Lage | Beschreibung | Bauzeit | Eingetragen seit | Denkmal- nummer |
| ---- | ------------------------------------------------------------------ | ---- | ------------ | ------- | ---------------- | --------------- |
|      | Schloss Ringenberg                                                 |      |              |         |                  | 119             |
|      | Seewall / Loikum Wertherbrucher Grenzgraben                        |      |              |         |                  | 43              |
|      | Landwehrteilstück / Klevesche Landwehr                             |      |              |         |                  | 49 f            |
|      | Landwehrteilstück / Klevesche Landwehr                             |      |              |         |                  | 49 g            |
|      | Landwehrteilstück / Klevesche Landwehr                             |      |              |         |                  | 49 h            |
|      | Damm / Wolfsgraben                                                 |      |              |         |                  | 46              |
|      | Hügel / Tebbenhof                                                  |      |              |         |                  | 52              |
|      | Landwehr                                                           |      |              |         |                  | 51              |
|      | Grabenanlage und Kloster / Kloster Marienfrede                     |      |              |         |                  | 98              |
|      | zweiteilige Grabenanlage / Am Schultenhof                          |      |              |         |                  | 50              |
|      | Kloster Marienthal                                                 |      |              |         |                  | 127             |
|      | Drosten-Landwehr-Dorferrott                                        |      |              |         |                  | 42 b            |
|      | Dorsten-Landwehr-Isselrott                                         |      |              |         |                  | 42 c            |
|      | Dorsten-Landwehr-Blumenkamp                                        |      |              |         |                  | 42 d            |
|      | Landwehr-Bramhorst / Am Hamminkelschen Damm                        |      |              |         |                  | 45              |
|      | Landwehr Grunewald                                                 |      |              |         |                  | 49 a            |
|      | Alte Landwehr-Grunewald                                            |      |              |         |                  | 49 c            |
|      | Alte Landwehr-Grunewald                                            |      |              |         |                  | 49 d            |
|      | Landwehr Isselbruch                                                |      |              |         |                  | 49 e            |
|      | Doppelte Grabenanlage / Gut Venninghausen                          |      |              |         |                  | 157             |
|      | rechteckige Grabenanlage zweiteilig, Weißenstein / Gut Wittenstein |      |              |         |                  | 44              |
|      | Grabenanlage Ringenberg                                            |      |              |         |                  | 120             |
|      | Grabenanlage „Gut Rodehorst“                                       |      |              |         |                  | 96              |
|      | Klevische Landwehr                                                 |      |              |         |                  | 42              |
|      | Grabenanlage „Groß Bovenkerk“                                      |      |              |         |                  | 56              |
|      | rechteckige Grabenanlage / Schrufshof                              |      |              |         |                  | 47              |
|      | mehrteilige Grabenanlage, Hellefisch / Hingendahl                  |      |              |         |                  | 92              |
|      | Grabenanlage „Haus Vogelsang“                                      |      |              |         |                  | 53              |
|      | Grabenanlage „Haus Rott“                                           |      |              |         |                  | 55              |
|      | rechteckige Grabenanlage, Hirschgraben                             |      |              |         |                  | 57              |
|      | rechteckige Grabenanlage, Röplingshof                              |      |              |         |                  | 48              |
|      | Landwehr, Röplingshof                                              |      |              |         |                  | 49 b            |
|      | Grabenanlage, Schlabes Hof                                         |      |              |         |                  | 93              |
|      | Wallrechteck, Cordiers Wiese / Eimershof                           |      |              |         |                  | 94              |
|      | Wüstung Haus Bergfrede                                             |      |              |         |                  | 206             |